# Giulio Maggiore
Giulio Maggiore (Génova, 12 de marzo de 1998) es un futbolista italiano, juega como mediocampista y su equipo es la S. S. C. Bari de la Serie B.

## Selección nacional

### Participaciones en selección
| Torneo                                                    | Categoría | Sede      | Resultado    | Partidos | Goles |
| --------------------------------------------------------- | --------- | --------- | ------------ | -------- | ----- |
| Fase de clasificación para el Campeonato UEFA Sub-19 2017 | Sub-19    | Georgia   | No clasificó | 2        | 1     |
| Fase de clasificación para la Eurocopa Sub-21 de 2021     | Sub-21    | Hungría   | Clasificó    | 3        | 0     |
| Eurocopa Sub-21 de 2021                                   | Sub-21    | Eslovenia | Clasificó    | 3        | 0     |

## Estadísticas
Actualizado al último partido jugado el 12 de enero de 2025.
| Club                                                                             | Div.          | Temporada     | Liga  | Liga  | Copas nacionales(1) | Copas nacionales(1) | Copas internacionales(2) | Copas internacionales(2) | Total | Total | Media goleadora(3) |
| Club                                                                             | Div.          | Temporada     | Part. | Goles | Part.               | Goles               | Part.                    | Goles                    | Part. | Goles | Media goleadora(3) |
| -------------------------------------------------------------------------------- | ------------- | ------------- | ----- | ----- | ------------------- | ------------------- | ------------------------ | ------------------------ | ----- | ----- | ------------------ |
| Spezia Calcio · Italia                                                           | 2.ª           | 2016-17       | 27    | 1     | 1                   | 0                   | —                        | —                        | 28    | 1     | 0.04               |
| Spezia Calcio · Italia                                                           | 2.ª           | 2017-18       | 30    | 3     | —                   | —                   | —                        | —                        | 30    | 3     | 0.10               |
| Spezia Calcio · Italia                                                           | 2.ª           | 2018-19       | 23    | 5     | —                   | —                   | —                        | —                        | 23    | 5     | 0.22               |
| Spezia Calcio · Italia                                                           | 2.ª           | 2019-20       | 34    | 2     | 2                   | 0                   | —                        | —                        | 36    | 2     | 0.06               |
| Spezia Calcio · Italia                                                           | 1.ª           | 2020-21       | 33    | 3     | 2                   | 2                   | —                        | —                        | 35    | 5     | 0.14               |
| Spezia Calcio · Italia                                                           | 1.ª           | 2021-22       | 31    | 1     | 1                   | 0                   | —                        | —                        | 32    | 1     | 0.03               |
| Spezia Calcio · Italia                                                           | Total club    | Total club    | 178   | 15    | 6                   | 2                   | 0                        | 0                        | 184   | 17    | 0.11               |
| U. S. Salernitana 1919 · Italia                                                  | 1.ª           | 2022-23       | 16    | 0     | —                   | —                   | —                        | —                        | 16    | 0     | 0                  |
| U. S. Salernitana 1919 · Italia                                                  | 1.ª           | 2023-24       | 27    | 4     | 3                   | 0                   | —                        | —                        | 30    | 4     | 0.13               |
| U. S. Salernitana 1919 · Italia                                                  | 2.ª           | 2024-25       | 12    | 0     | 2                   | 0                   | —                        | —                        | 14    | 0     | 0                  |
| U. S. Salernitana 1919 · Italia                                                  | Total club    | Total club    | 55    | 4     | 5                   | 0                   | 0                        | 0                        | 60    | 4     | 0.07               |
| S. S. C. Bari · Italia                                                           | 2.ª           | 2024-25       | 0     | 0     | —                   | —                   | —                        | —                        | 0     | 0     | 0                  |
| S. S. C. Bari · Italia                                                           | Total club    | Total club    | 0     | 0     | 0                   | 0                   | 0                        | 0                        | 0     | 0     | 0                  |
| Total carrera                                                                    | Total carrera | Total carrera | 233   | 19    | 11                  | 2                   | 0                        | 0                        | 244   | 21    | 0.08               |
| (1) Incluye datos de la Copa Italia. (3) No incluye goles en partidos amistosos. |               |               |       |       |                     |                     |                          |                          |       |       |                    |